# Bruderschaft der Ritter der Blutwurst
Die Bruderschaft der Ritter der Blutwurst (Confrérie des Chevaliers du Goûte Boudin) ist eine Vereinigung von Blutwurstmetzgern mit Sitz in Mortagne-au-Perche im Süden der Normandie, die für ihre Blutwurst bekannt ist. Die Ritter der Blutwurst haben sich zum Ziel gesetzt, den Ruf und die Qualität der Blutwurst des Landes – und aller teilnehmenden Länder – zu verteidigen und darüber hinaus zum guten Ruf der französischen Küche beizutragen.
Die Bruderschaft veranstaltet jährlich am dritten Wochenende im März den weltweit größten Blutwurstwettbewerb mit meist 400 bis 600 Teilnehmern – vor allem aus Frankreich, aber auch aus dem übrigen Europa, zum Beispiel aus Deutschland, Österreich und der Schweiz. 
Die Jury des Wettbewerbs besteht aus Mitgliedern der Bruderschaft – wobei jeweils nur ein Metzger in einer Gruppe von 4 Jurymitgliedern sein darf – und vergibt den Preis „Grand Prix International du Goûte Boudin“.
Es werden für die ausländischen Wursterzeugnisse drei Kategorien bewertet:
- Blutwurst nach französischer Art (Verzehr nur in gegrilltem oder gebratenem Zustand)
- traditionelle deutsche oder österreichische Blutwurst (wie Rotwurst, Zungenwurst, Thüringer)
- nicht-traditionelle Zubereitung (Beispiel: Blutwurst mit Maronen, Preiselbeeren etc.)